# Carlo Alfano
Carlo Alfano (Napoli, 22 maggio 1932 – Napoli, 25 ottobre 1990) è stato un pittore e scultore italiano.

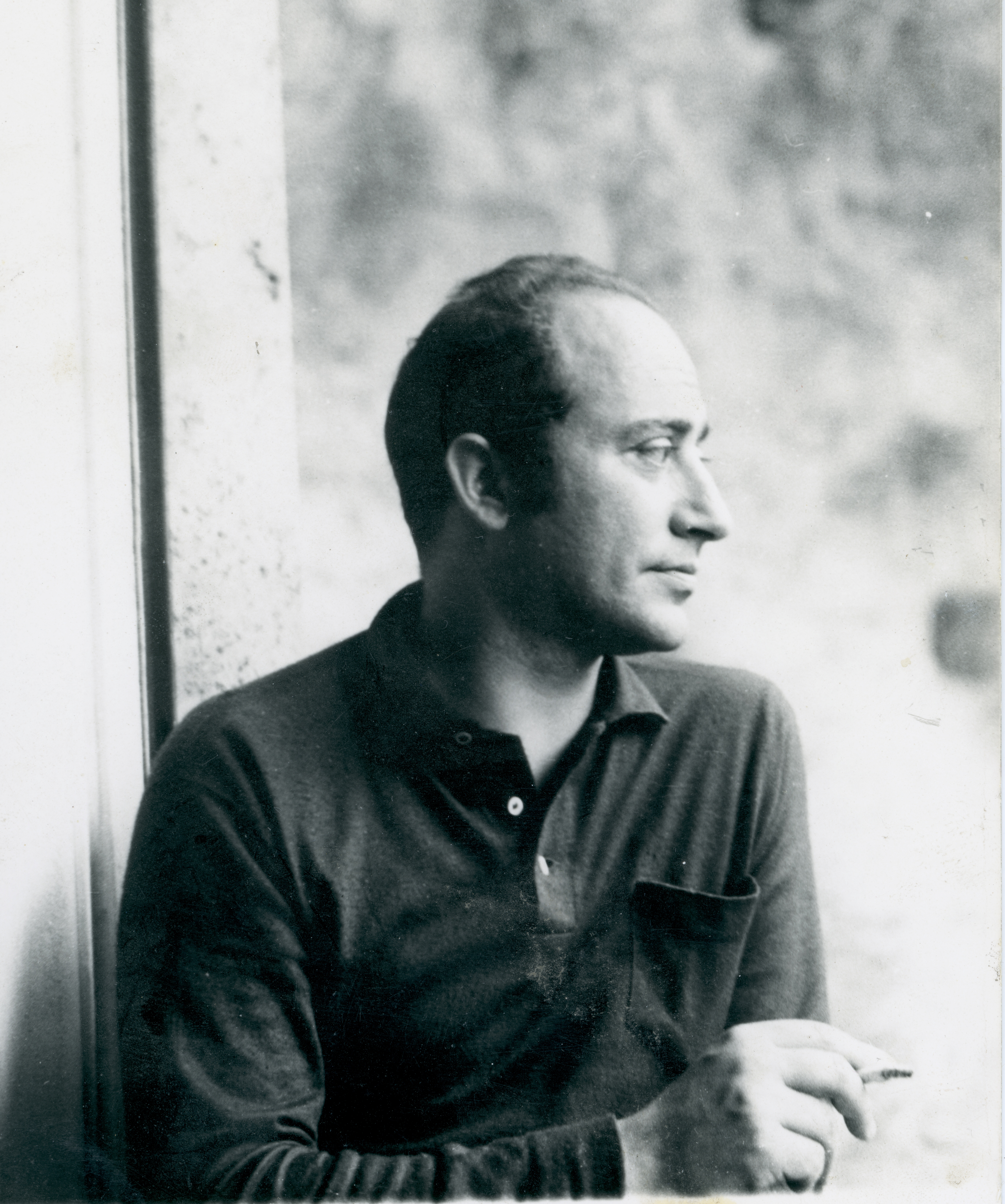
Carlo Alfano

Ha studiato a Napoli, città in cui ha tenuto il suo studio e lavorato, alternando lunghi periodi all’estero, specie in Germania. Gran parte della sua produzione è nell’ambito della ricerca concettuale.

## Biografia
Scarne ed essenziali sono le poche note biografiche sull’artista, che dei primi anni parlava di un capitolo intimo caratterizzato da una personale “preistoria” e  “un lavoro solitario”. Già dagli anni Cinquanta la sua formazione affianca alla “pittura” in senso stretto altri interessi quali quello per la musica (frequenta il Conservatorio di San Pietro a Majella), la letteratura e lo studio della filosofia. In seguito si interesserà ai problemi legati alla rappresentazione ed alla percezione; questo lo porterà ad iscriversi, dopo aver frequentato il Liceo, all'Accademia di belle arti di Napoli. Dagli anni Sessanta alla fine degli anni Ottanta partecipa ad alcune delle esposizioni più significative tenutesi in Italia ed in Europa. Hanno scritto del suo lavoro tra gli altri: Flavia Alfano, Giulio Carlo Argan, Alberto Boatto, Bruno Corà, Maria De Vivo, Achille Bonito Oliva, Gianfranco Maraniello, Filiberto Menna, Pierre Restany, Jürgen Schilling, Erich Steingräber, Francesco Tedeschi, Angelo Trimarco, Lea Vergine, Andrea Viliani.

### Anni Cinquanta

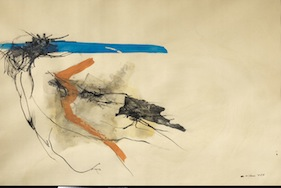
Carlo Alfano, Senza titolo, 1957

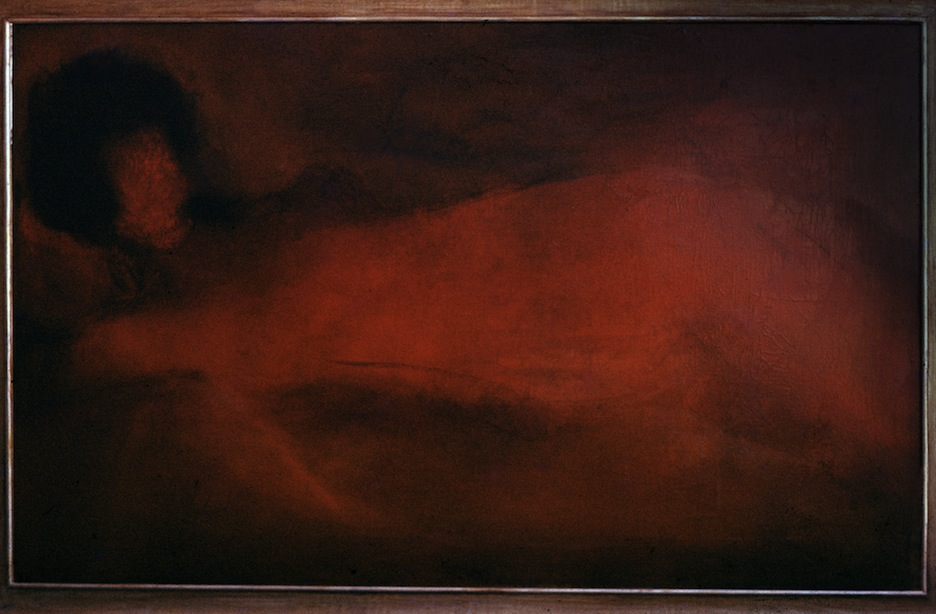
Carlo Alfano, Figura, 1957

La prima produzione di Carlo Alfano attiene ad una fase formativa, caratterizzata da un’intensa attività sperimentale. Nel dicembre 1955 si tiene a Napoli presso la Galleria San Carlo la sua prima personale dove presenta opere grafiche. Parallelamente, il linguaggio pittorico di quegli anni suggerisce immagini che alternano concrezioni materiche di matrice informale a leggerezze coloristiche.

### Anni Sessanta

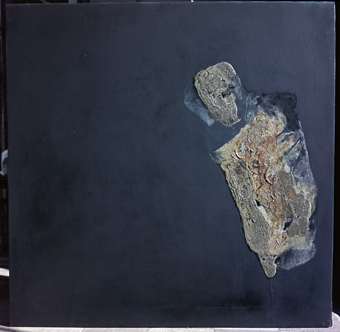
Carlo Alfano, Figura e spazio, 1961

Partendo dal significato della visione, la ricerca di Alfano degli anni Sessanta si incentra sul rapporto contraddittorio tra logica e percezione. Nel 1962 espone a Roma presso la Galleria l’ Obelisco. un ciclo di opere dove la tela è spazio nero, profondo e insondabile, mentre le figure appaiono monumentalmente isolate e fluttuanti; "il pittore tende ad inserirsi in un sistema temporale, in una categoria, i cui cardini sono i valori di flusso e di durata. Annullando sempre più il visibile e la sua immediata contingenza".
A partire dal 1963, superando il concetto tradizionale di pittura, emerge come centrale nella sua opera il problema della rappresentazione declinata dall’artista come forma di ambiguità segnica e spaziale in relazione al tempo. Dal 1964 la sua ricerca assume connotazioni sempre più analitiche; emblematiche in tal senso sono le opere dei cicli Tipo e strutture ritmiche e Tempi prospettici presentati nel 1966 presso la Modern Art Agency di Lucio Amelio a Napoli. In queste opere, su un supporto di legno è dipinto un semplice sistema segnico geometrico, sul

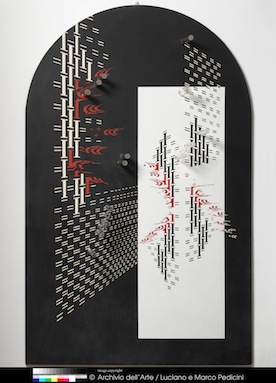
Carlo Alfano, Tempi prospettici, 1969

quale vengono collocati cilindri metallici specchianti oppure trasparenti in metacrilato (chiamati dall'artista selettori). L'interazione della luce su tali corpi riflettenti crea diverse casistiche fenomeniche e percettive. Esemplare in tal senso è l’installazione dell’opera Tempi prospettici,1970-1972, posta di fronte alle lastre della Tomba del Tuffatore nel Museo Archeologico Nazionale di Paestum. 

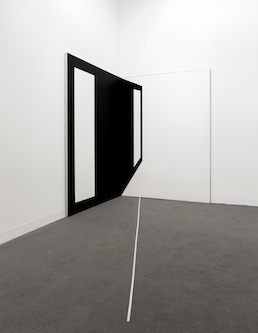
Carlo Alfano, Distanze (delle distanze dalla rappresentazione), 1969

Alfano definisce così un suo personale omaggio alla spazialità classica ed offre un contributo originale alle sperimentazioni di Arte cinetica e poi di Arte concettuale che si sviluppano in quegli anni. Partendo da una riflessione sulla classicità e i suoi canoni, l'artista dimostra attraverso diverse modalità espressive l'ambiguità tra spazio e convenzione prospettica rinascimentale. Centrale in tal senso è il ciclo denominato Distanze e in particolare l’opera Distanze (delle distanze dalla rappresentazione), del 1968-1969. L’opera viene installata nell’angolo di una stanza e presenta un’immagine spaziale prospettica. I visitatori sono invitati a seguire la linea disegnata sul pavimento che dovrebbe portarli a raggiungere il punto di fuga; ma l’illusione della profondità svanisce quando il fruitore, camminando e riducendo quindi la distanza tra se stesso e l'opera, trova l'essenza di una ambiguità spaziale.

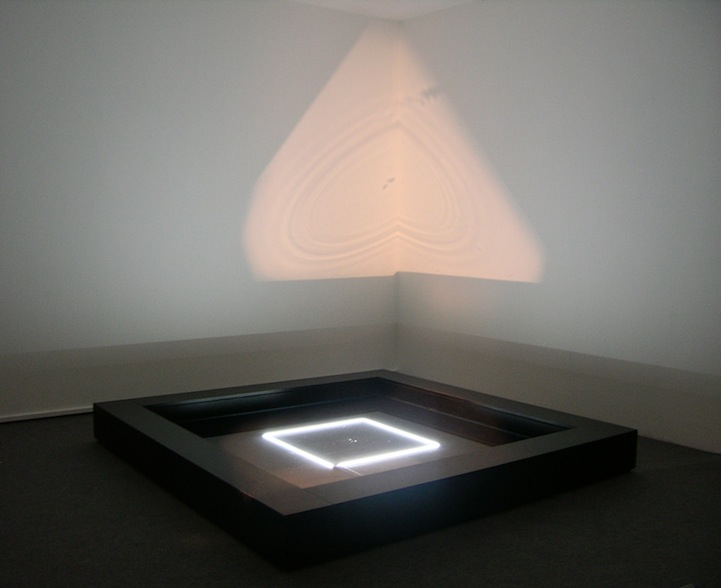
Carlo Alfano, Delle distanze dalla rappresentazione, 1968-1969

Molti lavori dell'artista sono incentrati sul coinvolgimento totale dello spettatore nel flusso temporale e sull’esperienza suggestiva della fruizione, così accade nell’opera Delle distanze dalla rappresentazione,1968/1969. Qui, nella penombra di una stanza, una goccia cade ad intervalli regolari delineando nell’acqua e poi nel riflesso sulla parete la rappresentazione come l'ombra di un silenzioso e infinito intrattenimento.
Dal 1968 molti dei lavori progettati e realizzati sono installazioni ed environments come quelli presentati nel 1969 presso la Galleria Nazionale d'Arte Moderna e Contemporanea, nel 1970 nelle mostre Vitalità del negativo (Roma), Amore mio (Montepulciano) e presso la Modern Art Agency di Napoli.

### Anni Settanta
Le opere dalla fine degli anni Sessanta condensano in una forma essenziale il discorso sullo spazio/tempo e definiscono così  la poetica di Alfano. L'opera Stanza per voci, Archivio delle nominazioni 1969,'70, '71,'72,'73,'74..., del 1968/1969, è il lavoro-progetto presentato a Napoli (1972), a Milano, presso la Galleria dell’Ariete, e a Berlino, presso la Galerie Folker Skulima. L’opera, che costituisce il nucleo centrale della maturità dell’artista, conserva della forma classica del quadro solo lo spazio perimetrale di una cornice vuota in alluminio di cm.200 x220. Qui la forma classica del quadro è dissolta e la rappresentazione è sostituita dalle parole che attraversano tutto lo spazio della stanza. 

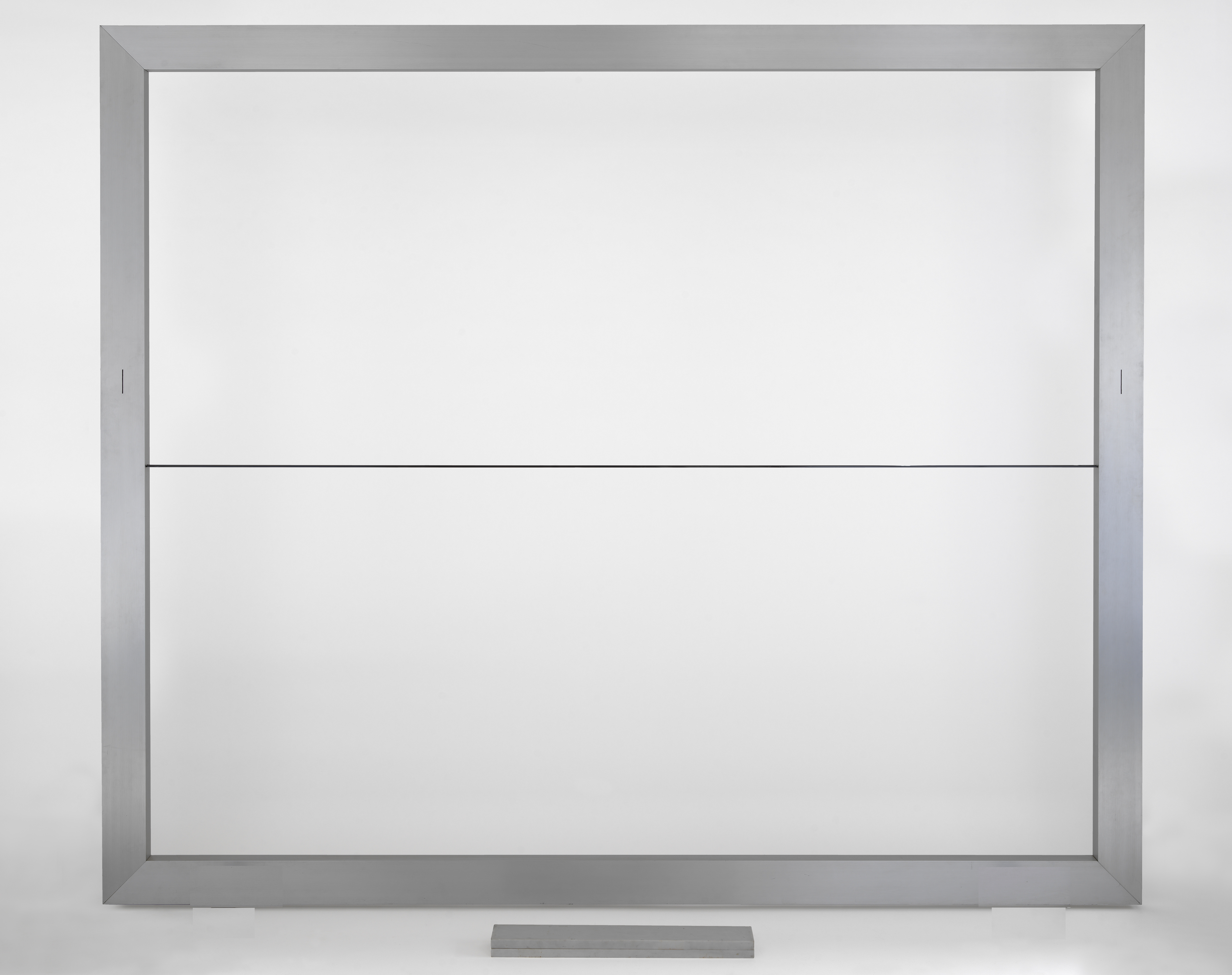
Carlo Alfano, Stanza per voci, Archivio delle nominazioni 1969, ’70, ’71,’72, ’73, ’74…,1968-69

La tela è sostituita da un vuoto nel quale scorre un nastro magnetico e la rappresentazione lascia il posto all’azione temporale che si esprime attraverso il suono. Dalla cornice scaturiscono vari frammenti sonori contenuti in tanti avvolti in bobine e poi custodite in vari astucci di marmo facenti parte dell'Archivio delle nominazioni. I diversi frammenti temporali che possiamo ascoltare hanno una durata di 1 minuto e 40 secondi, vale a dire esattamente lo spazio/tempo che occorre ai nastri per attraversare con moto circolare lo spazio vuoto della cornice e ritornare su se stessi. Il suono del tempo-parole che fuoriesce da due piccole fessure riempie, modellandolo, lo spazio intero della Stanza per voci, configurando un luogo per la rappresentazione di diversi generi artistici quali: nature morte, ritratti, autoritratti.
In parallelo, dal 1969, Alfano si riappropria del mezzo pittorico tradizionale e su grandi tele monocrome nere o bianche trascrive la sua soggettiva e personale percezione del tempo attraverso sequenze numeriche lineari di secondi intervallati da silenzi, frasi, pensieri e riflessioni occasionali. Le grandi tele del ciclo vengono presentate nel 1974 a Monaco presso la Galerie Art in Progress, poi alla Kunsthalle di Berna e a Parigi nella Galeria Ileana Sonnabend. La prima delle opere facenti parte del ciclo Frammenti di un autoritratto anonimo è Frammenti di un autoritratto anonimo n.1, 1969/1970, dove ritroviamo rispecchiato e rovesciato sul piano spaziale-pittorico un frammento visivo che rimanda al frammento temporale e sonoro di Stanza per voci.

Carlo Alfano, Stanza per voci, Archivio delle nominazioni 1969, ’70, ’71,’72, ’73, ’74…,1968-69, particolare astuccio in marmo contenente bobine con nastri magnetici

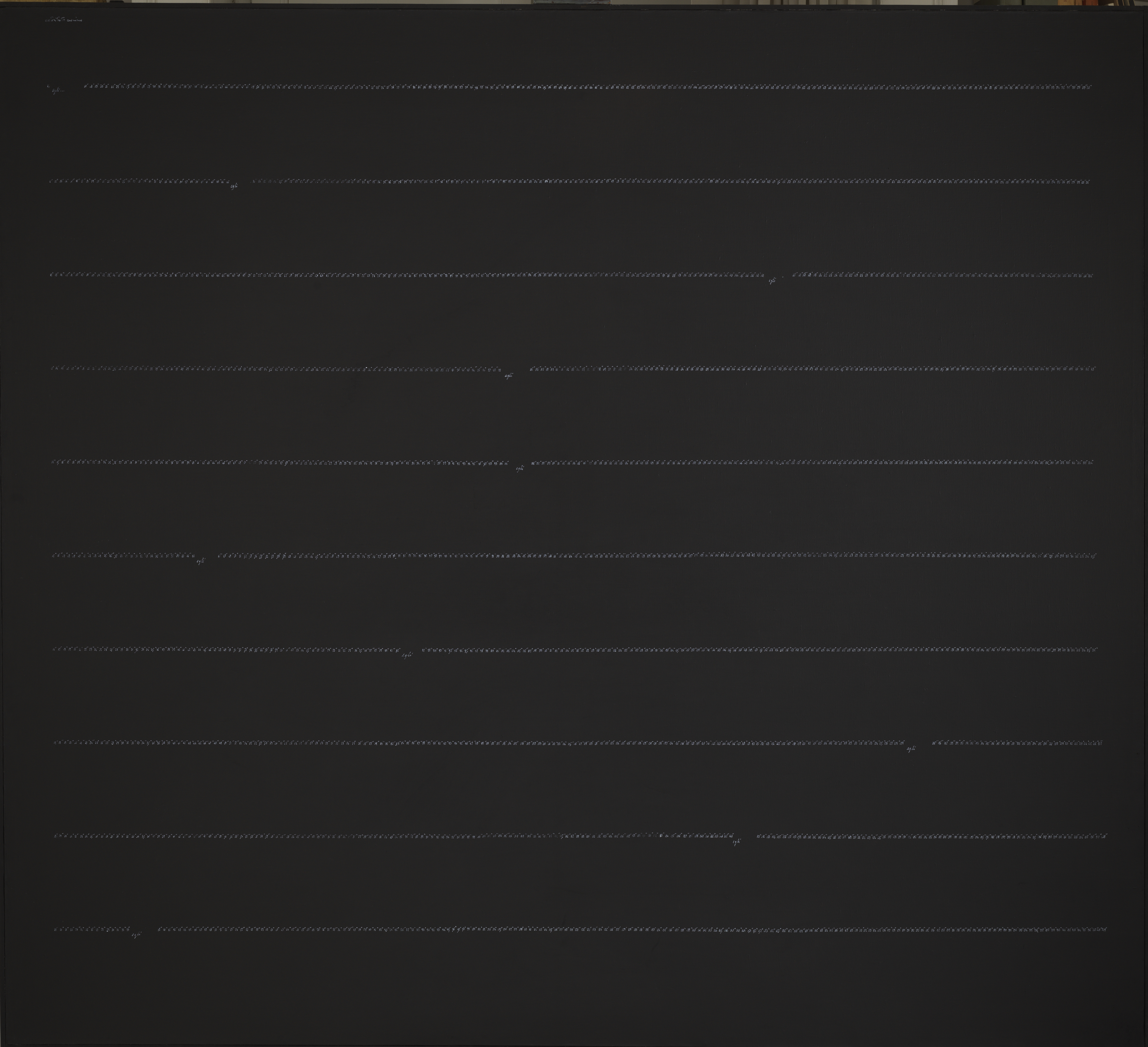
Carlo Alfano, Frammenti di un autoritratto anonimo, n. 31, 1972

Qui il tempo trascritto sulla tela, secondo dopo secondo, interagisce con il nostro presente in una dimensione dialogica. A questo riguardo Carlo Alfano chiarisce: “Il senso di ogni frammento – come del grande frammento che è il quadro intero - non è quello di comunicare una serie di concetti compiuti e di una linearità del tempo; mi interessa cogliere del tempo le sue circolarità, i suoi arresti, le sue velocità.Tra le unità dei secondi (il segno che ho scelto per indicare il tempo) mi interessa il lento affacciarsi della parola, le tensioni delle sue regole, i conflitti e le esclusioni dei suoi movimenti soggettivi, prima che la parola raggiunga quella pienezza che riempirà il silenzio”. Dal 1971 Alfano lavora a lungo su una ineffabile dimensione spazio-temporale. Il presente anonimo della linea di secondi, nel ciclo dei Frammenti di un autoritratto anonimo, si sovrappone ad esempio con personaggi paradigmatici, interagendo con l’epica errante del Don Chisciotte o con la fitta geografia dei desideri di Molly Bloom, nell' Ulisse di James Joyce.
In molte opere degli anni Settanta la riflessione di Alfano interseca anche alcune icone caravaggesche. Nello specifico, l'aspetto su cui l'artista si concentra non è l'aspetto figurale di queste icone, ma ciò che è definibile come luogo di sospensione.

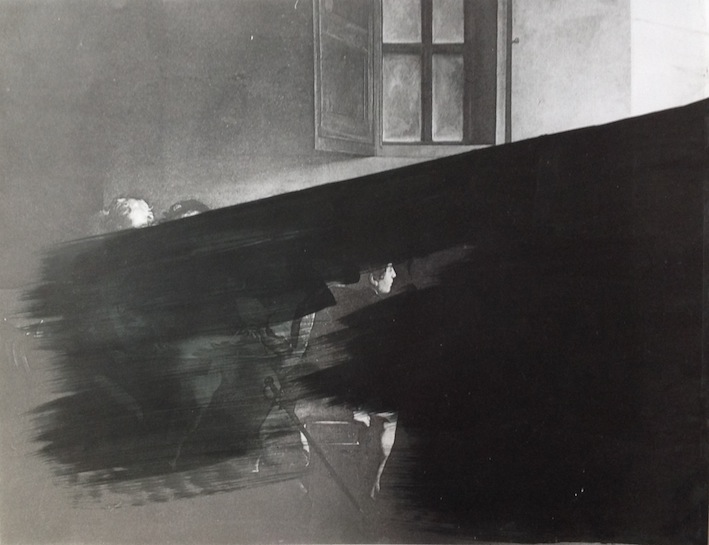
Carlo Alfano, Dalla vocazione al giocatore, 1972, ca.

Della Vocazione di S. Matteo di Caravaggio lo affascina l’attesa in forma di oscurità, il buio come sottrazione alla rappresentazione, “[quel] grande spazio vuoto, buio [che] si apre come un impraticabile confine.”  Nel ciclo Dalla vocazione al giocatore, egli focalizza nell’oscurità il valore spazio-temporale della pausa, della distanza tra i due gruppi di personaggi, facendola coincidere con il silenzio di una soglia aperta sul nostro presente.
Questo aspetto della ricerca, sviluppata dalla metà degli anni Settanta, è espresso nel ciclo di Eco-Narciso presentato nel 1978 nelle sale del Museo Principe Diego Aragona Pignatelli Cortés di Napoli e l’anno successivo a Leverkusen nel Morsbroich Museum. Il doppio riflesso di Narciso ed Eco nell’acqua e nel suono rimandano, ancora una volta, ad uno spazio ambiguo dove l’io e l’altro propongono due realtà uguali e diverse su un piano temporale simultaneo. Le due immagini non coincidenti indicano specularmente un luogo che coincide con la perdita del baricentro figurativo e l’impossibile univocità  spaziale; “si avverte nell’infittirsi di versioni della Vocazione e del Narciso, un’ansia di penetrazione nell’oscurità semantica appena rinvenuta e da perlustrare come un territorio vergine carico di possibili sorprese”.

### Anni Ottanta
Nelle opere degli anni ottanta la figura umana, rappresentata divisa in due parti, rimarca una scissione ed una perdita della centralità classica più che mai interna all’individuo. Su questa riflessione è imperniato il lavoro del decennio punteggiato da opere di fortissimo impatto visivo: rarefatte e freddamente silenziose. Nelle opere presentate alla XL Biennale Esposizione internazionale d’arte di Venezia del 1982 la frammentazione spazio-temporale si confronta e definisce come frattura dell’individuo; tela e figura sono entrambe tagliate e scisse ma seppur divise le due metà della rappresentazione rimangono a testimoniare “Tracce e frammenti del corpo, e del corpo in movimento in uno spazio vuoto, silenzioso, composto di zone di luce e ombra, […] ‘figure’, che riprendono un uomo che si muove con difficoltà, si trascina quasi, emerge o scompare nell’ombra…”.

Carlo Alfano, Eco-Discesa (luce –nero) (1981)

A proposito dell’opera Eco-Discesa (luce –nero) (1981) facente parte della collezione Terrae Motus e ora ospitata nelle sale della Reggia di Caserta lo stesso Alfano dirà: “Le due sezioni del corpo spezzato sono l’una l’eco dell’altra: l’eco rimanda alla voce e viceversa. Nel mio lavoro è fondamentale il tema della duplicità. Nel mio caso il doppio non va inteso come sommatoria, bensì come condizione d’ambiguità in cui giocano il reale e il suo riflesso. Alla fine tutto oscilla tra questi due falsi. L’eco, a sua volta, è una voce che si ripercuote e che va oltre la sua sorgente di origine, ma che ha sempre bisogno di un’emittente, di una matrice: così nel quadro le due parti staccate non possono agire autonomamente.” I grandi dipinti della metà degli anni Ottanta sono da considerarsi come un preludio per la genesi di Camera 1 e Camera 2: “un’eredità spiazzante, nutrita a sua volta di richiami alla storia dell’arte, dove Alfano ha voluto convocare e far rivivere alcuni dei segni più radicati nell’immaginario artistico occidentale, privandoli però delle loro vesti rassicuranti".

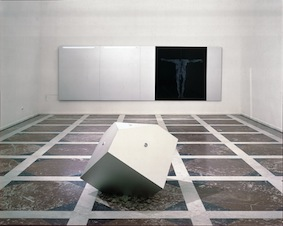
Carlo Alfano, Camera 1, 1987

Camera n.1 (1987) realizzata per il Salone Camuccini (ora sala 2) nel Museo nazionale di Capodimonte di Napoli è un freddo polittico in
alluminio di 2 metri per 6 dove sono rappresentate le due metà di un corpo vitruviano che “(…) rispettivamente entrano ed escono nello e dallo spazio nero dell’opera. La parte destra della ‘figura’, quella posteriore, guarda nel suo ‘luogo’, nello spazio nero interno dell’opera dove si riflette l’esterno, il reale. La sinistra, la parte anteriore della ‘figura’, va verso l’esterno al quadro con il braccio teso come a cercare fuori dall’opera in cui vive il suo equilibrio, il suo spazio.” A poca distanza dal polittico, nella “camera” dialoga a distanza una figura classica: si tratta di un ottaedro sulle cui facce appaiono bussole con orientamenti diversi, l’insieme dei piani rimanda ad una condizione instabile, disorientante e alla individuale perdita di coordinate; un astratto oggetto simbolico diviene concreto riferimento di ingovernabilità del processo rappresentativo. L’”insonorizzazione” emotiva perseguita in questo lavoro, come in molte delle opere della fine degli anni Ottanta, trova compiuta espressione nella respingente opacità dei pannelli in alluminio e della pellicola fotografica bruciata, materiali che traducono percettivamente concetti e riflessioni che attengono alla dimensione sia pittorica che umana di Carlo Alfano quali: “durata, intensità, risonanza, profondità, opacità, sonorità, silenzio, memoria, destino, luce, oscurità”.

## Esposizioni e pubblicazioni
Per i dati bio-bibliografici completi ed aggiornati si rimanda al sito dell'Archivio  Alfano (archiviato dall'url originale il 30 gennaio 2013). e al catalogo "Carlo Alfano soggetto spazio soggetto", il catalogo della mostra ospitata dal MART di Rovereto nel 2017. Alcuni brevi video della mostra si possono vedere sul sito Internet del Museo  MART..
Il 9 ottobre 2019, presso il Teatro San Carlo di Napoli, nel contesto del Festival  Artecinema, è stata presentata l’anteprima mondiale del film “Carlo Alfano: tra io e l’altro”, diretto da Matteo Frittelli, ripercorre il lavoro di Carlo Alfano ricomponendo uno spaccato dell’immaginario dell’artista napoletano, accompagnando lo spettatore verso la scoperta delle opere.

## Carlo Alfano nei musei
- Museo D'arte Contemporanea Donnaregina - MADRE, Napoli
- Reggia di Caserta, Collezione Terrae Motus, Caserta
- Galleria Nazionale d’arte moderna e contemporanea - GNAM, Roma.
- Museo archeologico nazionale, Paestum
- Museo nazionale di Capodimonte, Napoli
- Museo d’arte moderna e contemporanea di Trento e Rovereto - Mart , Rovereto
- Galleria Civica d’Arte Moderna e Contemporanea - GAM, Torino
- Galleria Civica d’Arte Contemporanea “Giuseppe Perricone”, Erice (TP)
- Pinakothek der Moderne, München
- Museum Boijmans Van Beuningen, Rotterdam
- Tel Aviv Museum of Art, Israele
- Museum of Modern Art- MoMa Department Drawing and Prints, New York

## Archivio Alfano
L’archivio del pittore Carlo Alfano (Napoli, 1932-1990) ha sede a Napoli dove si trova la più ampia documentazione disponibile sull’opera di Carlo Alfano. L’archivio comprende:  documenti; appunti; scritti autografi; studi; corrispondenze materiale di studio composto da negativi; fotografie; lastre antiche; diapositive e foto realizzate da Carlo Alfano e utilizzate dall’artista per ricerca e studi preparatori; taccuini di studio; materiale cinematografico e filmati realizzati dall’artista e sull’artista; materiale audio nastroteca e digitalizzazione del repertorio sonoro inerente all'opera Stanza per voci, Archivio delle nominazioni 1969,'70, '71,'72,'73,'74..., 1968/1969 ed una lunga intervista registrata nel 1990; materiale fotografico, una vasta documentazione iconografica del lavoro di Carlo Alfano che copre un arco temporale che va dagli anni Cinquanta alla fine degli anni Ottanta, una documentazione fotografica inerente agli allestimenti e alle opere in collezioni pubbliche e private; una biblioteca con i testi personali dell’artista; cataloghi; periodici; quotidiani; riviste specializzate; tesi di laurea; manifesti; inviti.